# Domenico Pogliani
Domenico Pogliani (Milano, 18 dicembre 1838 – Arizzano Superiore, 25 luglio 1921) è stato un presbitero italiano.
Ordinato sacerdote nel 1861, fu coadiutore a Rosate, a Trenno e, dal 1870, nel Duomo di Milano. Nel 1883 fu nominato prevosto e vicario foraneo di Cesano Boscone, dove svolse una intensa attività pastorale. Qui nel 1896 fondò l'Ospizio Sacra Famiglia per accogliere "i poveri e i derelitti della campagna", secondo lui trascurati dall'assistenza pubblica del tempo e che le famiglie non erano in grado di assistere e mantenere. Egli partì quasi dal nulla, dai suoi pochi risparmi, senza gravare sulla parrocchia (che anzi fu dotata anche di un nuovo oratorio e di un asilo), e con l'aiuto di benefattori eresse il primo edificio cui se ne aggiunsero altri. Alla sua morte, gli ospiti erano poco meno di 600. Oggi l'Istituto, che con il tempo si è ampliato aprendo nuove sedi in varie località della Lombardia, del Piemonte e della Liguria, è diventato Fondazione a prevalente conduzione laicale e continua la sua attività assistenziale nella fedeltà allo spirito originale e con strumenti adeguati alle odierne esigenze.
Pogliani morì ad Arizzano dove si era ritirato per un breve periodo di riposo. La sua salma riposa nella chiesa  dell'Istituto Sacra Famiglia di Cesano Boscone. Ne è in corso la causa per la beatificazione.